# سیسیلیا (لوئیزیانا)
سیسیلیا (به انگلیسی: Cecilia) شهری در ایالت لوئیزیانا کشور ایالات متحده آمریکا است که جمعیت آن در سرشماری سال ۲۰۱۰ میلادی، ۱٬۹۸۰ نفر بوده‌است.